# 915 (numero)
Novecentoquindici (915) è il numero naturale dopo il 914 e prima del 916.

## Proprietà matematiche
- È un numero dispari.
- È un numero composto, con 8 divisori: 1, 3, 5, 15, 61, 183, 305, 915. Poiché la somma dei suoi divisori (escluso il numero stesso) è 573 < 915, è un numero difettivo.
- È un numero sfenico.
- È un numero malvagio.
- È parte delle terne pitagoriche (165, 900, 915), (408, 819, 915), (488, 915, 1037), (549, 732, 915), (621, 672, 915), (915, 1220, 1525), (915, 1748, 1973), (915, 2196, 2379), (915, 5544, 5619), (915, 6832, 6893), (915, 9280, 9325), (915, 16732, 16757), (915, 27900, 27915), (915, 46508, 46517), (915, 83720, 83725), (915, 139536, 139539), (915, 418612, 418613).
- È un numero di Smith nel sistema di numerazione decimale.
- È un numero congruente.
- È un numero nontotiente (per cui la equazione φ(x) = n non ha soluzione).
- È un numero intero privo di quadrati.
- È un numero palindromo e un numero ondulante nel sistema numerico esadecimale (393).
- È un numero a cifra ripetuta  e palindromo nel sistema posizionale a base 13 (555).

## Astronomia
- 915 Cosette è un asteroide della fascia principale del sistema solare.
- NGC 915 è una galassia della costellazione dell'Ariete.
- IC 915 è un oggetto celeste.

## Astronautica
- Cosmos 915 è un satellite artificiale russo.

## Altri ambiti
- i915 è un chipset Intel.
- New Brunswick Route 915 è una autostrada del Nuovo Brunswick, Canada.
- Pennsylvania Route 915 è una autostrada in Pennsylvania, Stati Uniti d'America.
- Kentucky Route 915 è una autostrada in Kentucky, Stati Uniti d'America.